# Kinderhuissingel
De Kinderhuissingel is een singel in het centrum van de Nederlandse stad Haarlem. De gracht loopt van de Schotersingel naar de Zijlsingel, ten zuidwesten van het station van Haarlem langs het Kenaupark.
Kinderhuissingel is ook de naam van de straat langs het water. Maar langs het zuidelijke deel van het kanaal heet de straat aan de oostzijde Kinderhuisvest.
Er zijn drie rijksmonumenten:
- De Kenauspoorbrug uit 1906,
- Het gebouw Olympia, op Kinderhuissingel 6, een voormalige pakhuis uit 1895 van de Nederlandse Spoorwegen,
- In de Oud-Katholieke kerk Sint Anna en Maria, op Kinderhuissingel 78, bevindt zich sinds 1973 een klein maar monumentaal kabinetorgel van omstreeks 1785 van J.P. Künckel, het orgel kwam uit Driebergen, maar oorspronkelijk van een andere, niet bekende, plek.